# Barbara Potter (judoczka)
Barbara Potter (ur. 12 września 1966) – australijska judoczka.
Srebrna medalistka mistrzostw Oceanii w 1994 i brązowa w 1990. Wicemistrzyni Australii w 1995 roku.